# Роберт Арамайо
Роберт Арама́йо (англ. Robert Aramayo; нар. 6 листопада 1992, Галл, Англія) — англійський актор іспанського походження.

## Життя та кар'єра
Акторська кар'єра Арамайо почалася у віці семи років, коли він виконав роль Багсі Мелоуна в постановці початкової школи. Коли йому виповнилося десять років, він приєднався до молодіжного театру Халл-Трак, де він виступав у трьох п'єсах за рік.  Його старша сестра Лора також розпочала акторську кар'єру в молодіжному театрі Халл-Трак і вивчала драму в театральній школі Арден в Манчестері.
Він відвідував Уайкський коледж у Халлі і у 2011 році отримав місце в престижній Джульярдській школі у Нью-Йорку. Його виступ у Джульярдській постановці «Механічний апельсин» Ентоні Берджеса у ролі Алекса, головного персонажа п'єси, принесло йому першу роль у кіно в італо-американському фільмі «Турист». 
У 2016 році Роберт виконав роль молодого Еддарда Старка в шостому сезоні серіалу HBO «Гра престолів».
Арамайо зіграв роль інженера-механіка і співзасновника «Harley-Davidson» Уїльяма С. Харлі у мінісеріалі Discovery Channel «Харлі та брати Девідсон», який йшов по телебаченню з 5 по 7 вересня 2016 року. Також цього року він з'явився у фільмі Тома Форда «Нічні звірі». Він з'явиться в мінісеріалі HBO «Льюїс і Кларк».
7 січня 2020 року було оголошено, що Арамайо отримав роль персонажа під ім'ям «Белдор», який, як передбачається, гратиме головну роль у телесеріалі Amazon «Володар перснів: Персні влади». У лютому 2022 року стало відомо, що він виконає роль Ельронда.

## Фільмографія

### Фільми
| Рік  |   | Українська назва | Оригінальна назва | Роль                 |
| ---- | - | ---------------- | ----------------- | -------------------- |
| 2016 | ф | Нічні звірі      | Nocturnal Animals | Тюрк                 |
| 2017 | ф | Турист           | Lost in Florence  | Сол                  |
| 2018 | ф | Галвестон        | Galveston         | Трей                 |
| 2019 | ф |                  | Stray Dolls       | Джиммі               |
| 2019 | ф |                  | Eternal Beauty    | Джонні               |
| 2020 | ф | Антебеллум       | Antebellum        | Деніел               |
| 2020 | ф | Порожнеча        | Empty Man         | Гарретт              |
| 2021 | ф | Кінгс Мен        | King’s Man        | сержант-майор Еткінс |
| 2023 | ф |                  | Dance First       | Альфред Перон        |

### Серіали
| Рік       |   | Українська назва                        | Оригінальна назва                           | Роль                             |
| --------- | - | --------------------------------------- | ------------------------------------------- | -------------------------------- |
| 2016—2017 | с | Гра престолів                           | Game of Thrones                             | молодий Еддард Старк (4 епізоди) |
| 2016      | с | Харлі і брати Девідсон                  | Harley and the Davidsons                    | Вільям Гарлі (3 епізоди)         |
| 2019      | с | Мисливець за розумом                    | MindHunter                                  | Елмер Вейн Хенлі (епізод "2.4")  |
| 2021      | с | В її очах                               | Behind Her Eyes                             | Роб (6 епізодів)                 |
| 2022      | с | Володар перснів: Персні влади           | The Lord of the Rings: The Rings of Power   | Елронд (6 епізодів)              |
| 2024      | с | Володар перснів: Персні влади (2 сезон) | The Lord of the Rings: The Rings of Power 2 | Елронд (6 епізодів)              |